# Ischaemum tenuifolium
Ischaemum tenuifolium är en gräsart som beskrevs av Aimée Antoinette Camus. Ischaemum tenuifolium ingår i släktet Ischaemum och familjen gräs. Inga underarter finns listade i Catalogue of Life.